# سوسنوفکا (شهرستان بلورتسکی، باشقیرستان)
سوسنوفکا (انگلیسی: Sosnovka, Beloretsky District, Republic of Bashkortostan) یک شهرک در شهرستان بلورتسکی باشقیرستان کشور روسیه است.